# Domingo Show
Domingo Show foi um programa de auditório brasileiro produzido e exibido pela Record. Originalmente, o programa era apresentado por Geraldo Luís entre 23 de março de 2014 e 27 de outubro de 2019, em uma fase mais focada em matérias jornalísticas com pautas assistencialistas. Em 2020, foi apresentado por Sabrina Sato, mudando seu formato para o entretenimento, com game shows e musicais.

## Antecedentes
Desde o fim do Tudo É Possível em 30 de dezembro de 2012, a Record procurava desenvolver um novo programa dominical para ocupar a primeira parte da tarde, que estava enfraquecida pelo crescimento do Domingo Legal, do SBT, sem concorrência direta. No final de 2013, a emissora utilizou o nome do antigo Domingo da Gente, apresentado por Netinho de Paula entre 2001 e 2006, para produzir uma série de dezesseis programas especiais de verão, servindo de piloto para a nova atração dominical, no qual cada um seria apresentado por uma personalidade diferente. Além da apresentação de cantores convidados, cinco apresentadores foram selecionados para serem testados no palco para comandar futuramente a nova atração: Geraldo Luís, Ticiane Pinheiro, Adriane Galisteu, Daniela Cicarelli e Scheila Carvalho – apresentadora da afiliada Record da Bahia – sendo que o primeiro foi avaliado como o que mais agradou o público e escolhido.
Domingo Show já havia sido título de um game show completamente diferente exibido pela Record entre 5 de março de 2000 e 12 de maio de 2002 e apresentado por Gilberto Barros. Além disso, em 2000, a TV Gazeta chegou a cogitar colocar o mesmo título no programa que seria comandado por Eri Johnson, porém desistiu para nomeá-lo como Fui: Ao Vivo.

## História

### 2014–19: Geraldo Luís
Em 23 de março de 2014, o Domingo Show estreou ao vivo sob o comando de Geraldo Luís. O programa mesclava entrevistas no palco com pautas jornalísticas, sendo a maior parte da exibição ocupada por reportagens, no qual o apresentador contava histórias de pessoas humildes com vidas difíceis ou de ex-famosos passando dificuldades. Entre as entrevistas mais importantes, Geraldo revelou o Mal de Parkinson do jornalista Gil Gomes, a doença terminal do locutor Asa Branca e o ator Mário Gomes vendendo sanduíches na praia. Em 17 de abril de 2016, Geraldo se irritou quando teve uma reportagem cortada para dar lugar à cobertura da votação do Impeachment da presidente Dilma Rousseff, reclamando ao vivo e gerando uma briga nos bastidores com a direção do canal, o que lhe fez ser afastado do programa. Luiz Bacci substituiu-o até 22 de maio, quando Geraldo reassumiu.
Nesta fase, o programa era tachado como "sensacionalista" pelos jornalistas especializados, que alegavam que o apresentador explorava histórias de desgraças de pessoas humildes para garantir audiência. O sucesso do gênero na época fez com que programas de outras emissoras, como Domingo Legal, Eliana, Caldeirão do Huck e Tamanho Família passassem a apostar no mesmo. Em janeiro de 2018, a emissora decidiu que o programa não seria mais ao vivo, além de reduzir a exibição de 4h30 para 2h30 e extinguir a plateia para focar apenas em reportagens. Na época, o Domingo Show era vice-líder isolado e, algumas vezes, atingia o primeiro lugar, porém não atraia muitos anunciantes e a emissora quis abater os custos, acreditando que as mudanças não afetariam a audiência. As alterações, no entanto, se mostraram equivocadas e o programa não só não atingiu mais o primeiro lugar, como passou a ficar em terceiro lugar atrás do Domingo Legal, que havia abandonado as pautas mais tristes para apostar em jogos e diversão.
Em setembro de 2018, o programa voltou ao formato anterior, porém a audiência nunca mais foi recuperada, notando que o gênero assistencialista estava desgastado e havia chegado ao estopim. Em setembro de 2019, foi anunciado que Geraldo voltaria ao Balanço Geral e que o programa chegaria ao fim em 27 de outubro, passando a grade a ser ocupada por reprises do mesmo até que uma nova atração fosse desenvolvida.

### 2020: Sabrina Sato
Adriane Galisteu e Gilberto Barros foram cogitados para assumir um novo dominical, porém a emissora preferiu dar o espaço para Sabrina Sato, que estava fora do ar há um ano. Originalmente, a ideia era que a atração tivesse outro nome, porém uma pesquisa encomendada revelou que o público assimilava a marca Domingo Show como algo tradicional já. Com estreia marcada para 8 de março, o canal iniciou uma campanha de divulgação para enfatizar que o programa seria completamente reformulado e nenhuma pauta triste seria realizada, sendo focado em entretenimento e divertimento com game shows, entrevistas bem humoradas e apresentações musicais, citando como referência o extinto O Melhor do Brasil e os programas japoneses AKBingo! e AKB48 Show!. Dentro do programa, foi incluído o reality show Made in Japão, onde 10 celebridades disputam jogos tradicionais da televisão japonesa. Os humoristas Ceará e Lucas Veloso foram contratados para terem quadros próprios.
Em 22 de março, o Domingo Show teve seu horário reduzido devido a pandemia de COVID-19 no Brasil, uma vez que que as gravações de todos os programas da emissora foram interrompidos, passando a ser composto apenas dos quadros já gravados. Em 1 de abril, foi anunciado o cancelamento do programa, sendo que a faixa passou a ser ocupada pelo seriado Todo Mundo Odeia o Chris e a sessão de filmes Cine Maior. Apenas o reality show Made in Japan, que já estava inteiramente gravado, continuou como um programa próprio, exibido a partir de 23 de maio aos sábados às 22h30.

## Equipe
Apresentação
- Geraldo Luís (2014–19)
- Sabrina Sato (2020)

Assistentes de palco
- Anão Marquinhos (2014–19)
- Marcos Souza (A Morte) (2014–19)
- Nuelle Alves (2014–19)

Repórteres
- Ceará (quadro: Cantada) (2020)
- Lucas Veloso (quadro: Veloso e Curioso) (2020)
- Kika Sato (quadro: Papo de Mãe) (2020)

## Audiência
Em sua primeira fase com Geraldo Luís, o Domingo Show estreou com 11 pontos na liderança até 10 da TV Globo e 5 do SBT. Entre 2014 e o início de 2018 o programa permaneceu na vice-liderança isolada com dois dígitos, além de atingir a liderança em determinadas ocasiões. Em 17 de setembro de 2017 atingiu sua maior audiência, 16 pontos. Após os cortes de 2018 o programa passou a figurar na terceira colocação, chegando a atingir apenas 4.6 pontos em 23 de julho de 2019.
A estreia da segunda fase com Sabrina Sato em 08 de março de 2020 garantiu o terceiro lugar com 3.8 pontos de média, muito abaixo do atingido na fase anterior. Seu pior desempenho foi apresentado com o segundo programa da nova fase com 3.3 pontos. Nas semanas seguintes o programa apresentou uma melhora, ficando entre 4 e 4.6 pontos, porém ainda muito abaixo do esperado para o horário.